# Ludwigsstadt
Ludwigsstadt este un oraș din districtul Kronach, regiunea administrativă Franconia Superioară, landul Bavaria, Germania. 

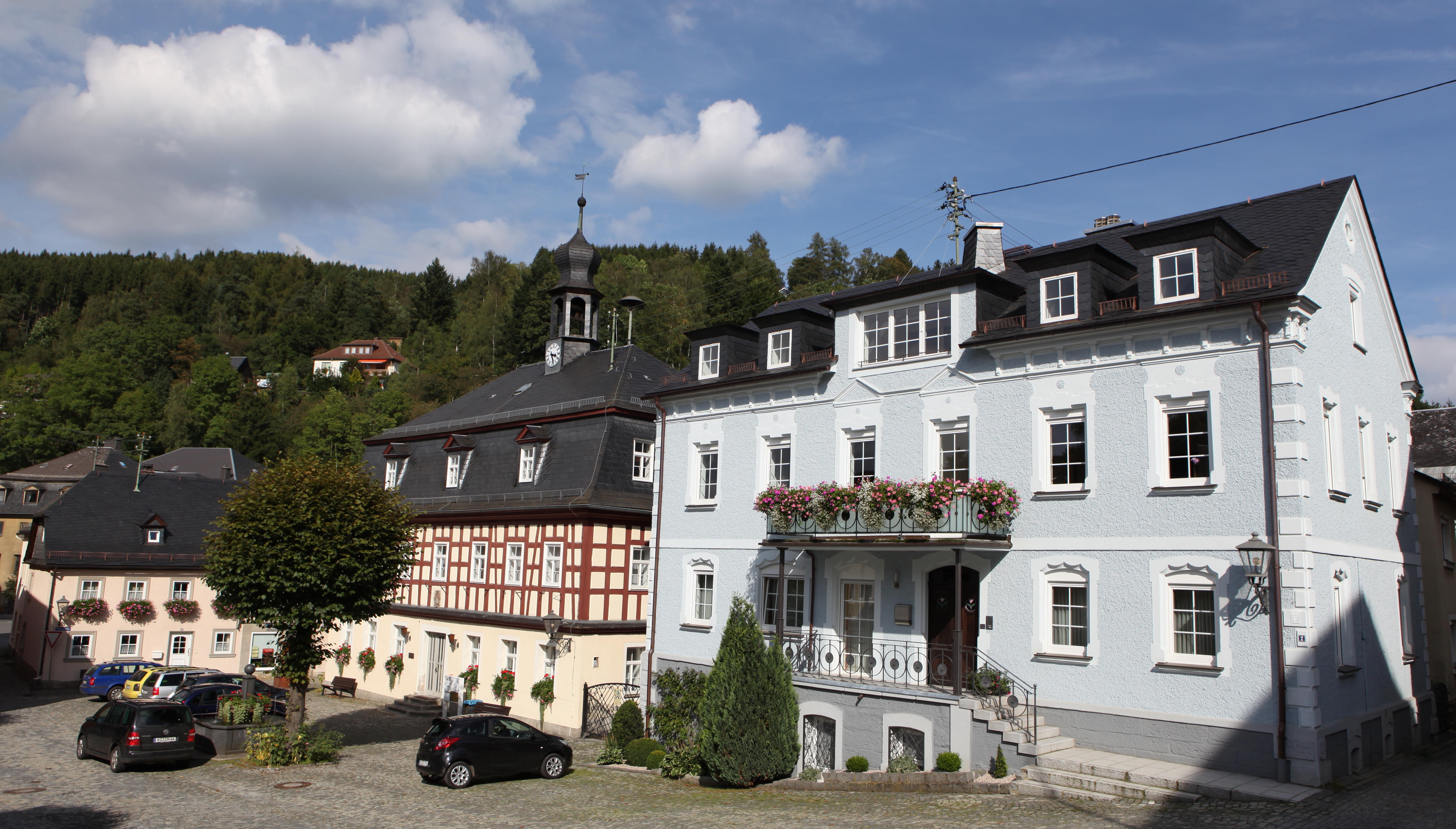
Ludwigsstadt

## Personalități
- Fritz Fischer (istoric) german